# كراميرتون (كارولاينا الشمالية)
كراميرتون (بالإنجليزية: Cramerton, North Carolina)‏ هي بلدة أمريكية تقع في الولايات المتحدة في مقاطعة غاستون، كارولاينا الشمالية. يقدر عدد سكانها بـ 4,165 نسمة ومساحتها 10.3 كم2 وترتفع عن سطح البحر 189 متر.

## التركيبة السكانية
حدّد مكتب تعداد الولايات المتحدة بيانات التركيبة السكانية لكراميرتون في تعداد الولايات المتحدة. في ما يلي، التركيبة السكانية حسب تعدادي 2000 و2010.

### تعداد عام 2000
بلغ عدد سكان كراميرتون 2,976 نسمة بحسب تعداد عام 2000، وبلغ عدد الأسر 1,169 أسرة وعدد العائلات 859 عائلة مقيمة في البلدة. في حين سجلت الكثافة السكانية 277.6 نسمة لكل كيلومتر مربع (719.0/ميل2). وبلغ عدد الوحدات السكنية 1,229 وحدة بمتوسط كثافة قدره 114.6 لكل كيلومتر مربع (296.8/ميل2).
وتوزع التركيب العرقي للبلدة بنسبة 94.12% من البيض و2.35% من الأمريكيين الأفارقة و0.50% من الأمريكيين الأصليين و1.92% من الأمريكيين ذوي الأصول الآسيوية و0.20% من الأعراق الأخرى و0.91% من عرقين مختلطين أو أكثر و0.37% من الهسبانيون أو اللاتينيون من أي عرق.
بلغ عدد الأسر 1,169 أسرة كانت نسبة 38.3% منها لديها أطفال تحت سن الثامنة عشر تعيش معهم، وبلغت نسبة الأزواج القاطنين مع بعضهم البعض 60.7% من أصل المجموع الكلي للأسر، ونسبة 9.8% من الأسر كان لديها معيلات من الإناث دون وجود شريك،  بينما كانت نسبة 3% من الأسر لديها معيلون من الذكور دون وجود شريكة وكانت نسبة 26.5% من غير العائلات. تألفت نسبة 22.2% من أصل جميع الأسر من عدة أفراد يعيشون في نفس المنزل ونسبة 10% كانت تتألف من شخص يعيش بمفرده يبلغ من العمر 65 عاماً أو أكثر. وبلغ متوسط حجم الأسرة المعيشية 2.54، أما متوسط حجم العائلات فبلغ 2.97.
بلغ العمر الوسطي للسكان 37.1 عاماً. وكانت نسبة 25.9% من القاطنين تحت سن الثامنة عشر، وكانت نسبة 5.8% بين الثامنة عشر والرابعة والعشرين عاماً، ونسبة 31.5% كانت واقعةً في الفئة العمرية ما بين الخامسة والعشرين والرابعة والأربعين عاماً، ونسبة 25.1% كانت ما بين الخامسة والأربعين والرابعة والستين، ونسبة 11.5% كانت ضمن فئة الخامسة والستين عاماً فما فوق. يوجد لكل 100 أنثى 91.9 ذكر، ويوجد لكل 100 أنثى في الثامنة عشر من عمرها فما فوق 88.4 ذكر.
بلغ متوسط دخل الأسرة في البلدة 47,610 دولارًا، أما متوسط دخل العائلة فبلغ 56,071 دولارًا. وكان متوسط دخل الذكور 37,679 دولارًا مقابل 27,330 دولارًا للإناث. وسجل دخل الفرد الخاص بالبلدة 25,503 دولارًا. وكانت نسبة 3.3% من العائلات ونسبة 4.9% من السكان تحت خط الفقر، وكان من هؤلاء نسبة 4.6% تحت سن الثامنة عشر ونسبة 10.9% في الخامسة والستين من العمر وما فوق.

### تعداد عام 2010
بلغ عدد سكان كراميرتون 4,165 نسمة بحسب تعداد عام 2010، وبلغ عدد الأسر 1,674 أسرة وعدد العائلات 1,170 عائلة مقيمة في البلدة. في حين سجلت الكثافة السكانية 388.5 نسمة لكل كيلومتر مربع (1,006.2/ميل2). وبلغ عدد الوحدات السكنية 1,834 وحدة بمتوسط كثافة قدره 171.1 لكل كيلومتر مربع (443.1/ميل2).
وتوزع التركيب العرقي للبلدة بنسبة 91.12% من البيض و4.25% من الأمريكيين الأفارقة و0.60% من الأمريكيين الأصليين و2.23% من الأمريكيين ذوي الأصول الآسيوية و0.02% من سكان جزر المحيط الهادئ و0.31% من الأعراق الأخرى و1.46% من عرقين مختلطين أو أكثر و1.30% من الهسبانيون أو اللاتينيون من أي عرق.
بلغ عدد الأسر 1,674 أسرة كانت نسبة 34.3% منها لديها أطفال تحت سن الثامنة عشر تعيش معهم، وبلغت نسبة الأزواج القاطنين مع بعضهم البعض 53.9% من أصل المجموع الكلي للأسر، ونسبة 12.1% من الأسر كان لديها معيلات من الإناث دون وجود شريك،  بينما كانت نسبة 3.8% من الأسر لديها معيلون من الذكور دون وجود شريكة وكانت نسبة 30.1% من غير العائلات. تألفت نسبة 25% من أصل جميع الأسر من عدة أفراد يعيشون في نفس المنزل ونسبة 7.8% كانت تتألف من شخص يعيش بمفرده يبلغ من العمر 65 عاماً أو أكثر. وبلغ متوسط حجم الأسرة المعيشية 2.44، أما متوسط حجم العائلات فبلغ 2.91.
بلغ العمر الوسطي للسكان 40.1 عاماً. وكانت نسبة 23.7% من القاطنين تحت سن الثامنة عشر، وكانت نسبة 6.3% بين الثامنة عشر والرابعة والعشرين عاماً، ونسبة 27.8% كانت واقعةً في الفئة العمرية ما بين الخامسة والعشرين والرابعة والأربعين عاماً، ونسبة 29% كانت ما بين الخامسة والأربعين والرابعة والستين، ونسبة 13.2% كانت ضمن فئة الخامسة والستين عاماً فما فوق. وتوزع التركيب الجنسي للسكان بنسبة 46.1% ذكور و53.9% إناث.